# Eupromus
Eupromus is een kevergeslacht uit de familie van de boktorren (Cerambycidae). De wetenschappelijke naam van het geslacht werd voor het eerst geldig gepubliceerd in 1868 door Pascoe.

## Soorten
Eupromus omvat de volgende soorten:
- Eupromus laosensis Breuning, 1968
- Eupromus nigrovittatus Pic, 1930
- Eupromus ruber (Dalman, 1817)
- Eupromus simeco Holzschuh, 2013